# Altlandsberg
Altlandsberg település Németországban, azon belül Brandenburgban. Lakosainak száma 9799 fő (2023. december 31.). Altlandsberg Hoppegarten és Schöneiche bei Berlin községekkel határos.

## Népesség
A település népességének változása:
| Lakosok száma | 8806 | 9158 | 9662 | 9654 | 9808 | 9799 |
|               | 2010 | 2015 | 2020 | 2021 | 2022 | 2023 |